# Jaecoo J8
Der Jaecoo J8 ist ein Sport Utility Vehicle des chinesischen Automobilherstellers Chery Automobile. Während der Wagen auf dem chinesischen Heimatmarkt unter der Marke Chery als Chery Tiggo 9 vermarktet wird, erfolgt der Export unter der in China nicht angebotenen Marke Jaecoo als Jaecoo J8. Dieser Markenname soll vom deutschsprachigen Begriff des Jägers abgeleitet sein.

## Geschichte
Offiziell vorgestellt wurde der Tiggo 9 als Topmodell der Marke Chery im Februar 2023. Öffentlichkeitspremiere hatte er im April 2023 auf der Shanghai Auto Show, im Mai 2023 folgte in China die Markteinführung. Im Sommer 2023 wurde der Wagen in verschiedenen Staaten Europas – darunter die Schweiz – präsentiert. Der Jaecoo J8 wurde im Oktober 2023 auf dem Genfer Auto-Salon in Doha vorgestellt. Er kam zunächst im April 2024 in Russland in den Handel.
Eine Plug-in-Hybrid-Version der Baureihe wurde im März 2024 vorgestellt und wird in China unter der Submarke Fengyun seit Juli 2024 als Chery Fengyun T10 angeboten. Seit September 2024 ist auch der Tiggo 9 als Plug-in-Hybrid erhältlich.

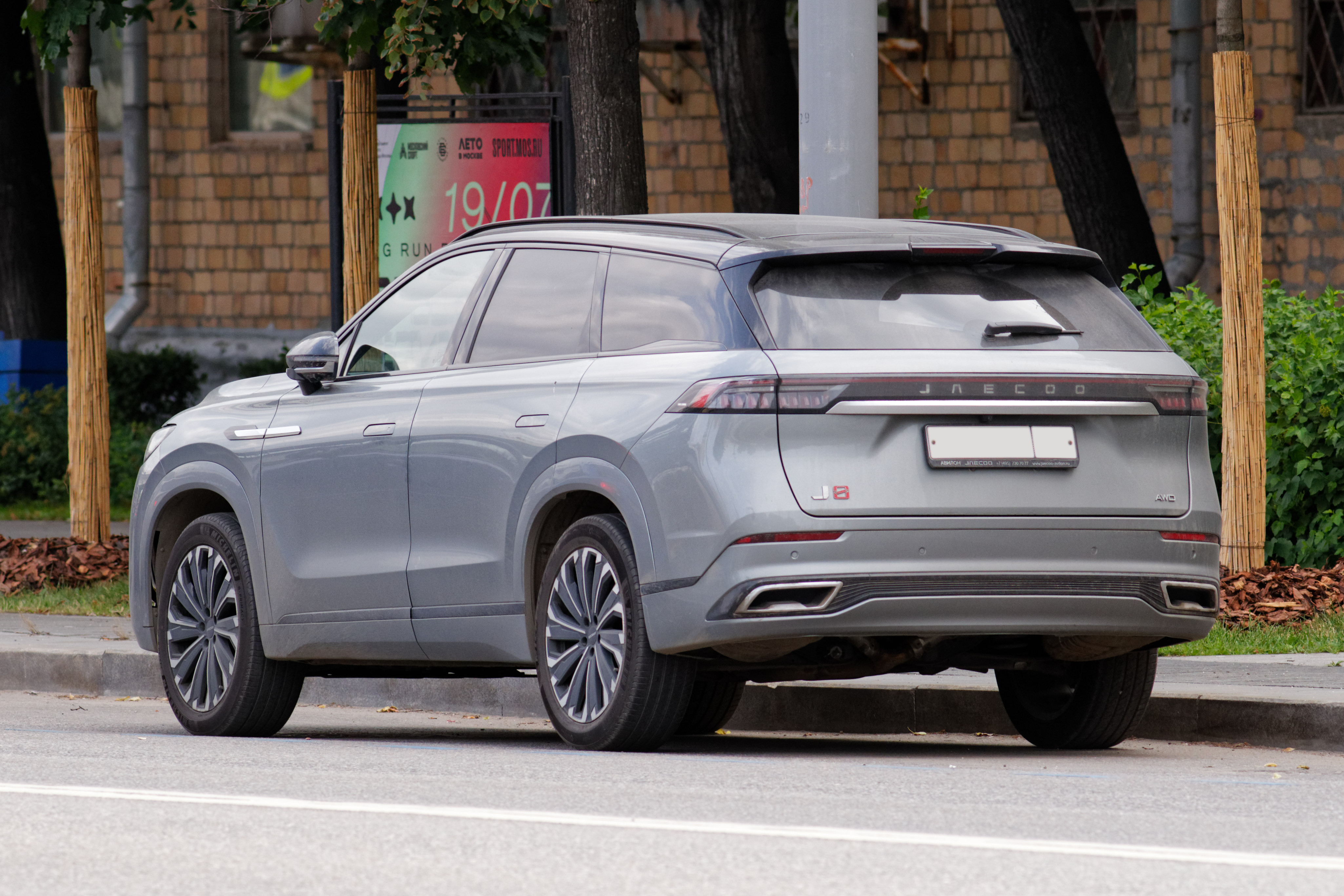
Heckansicht
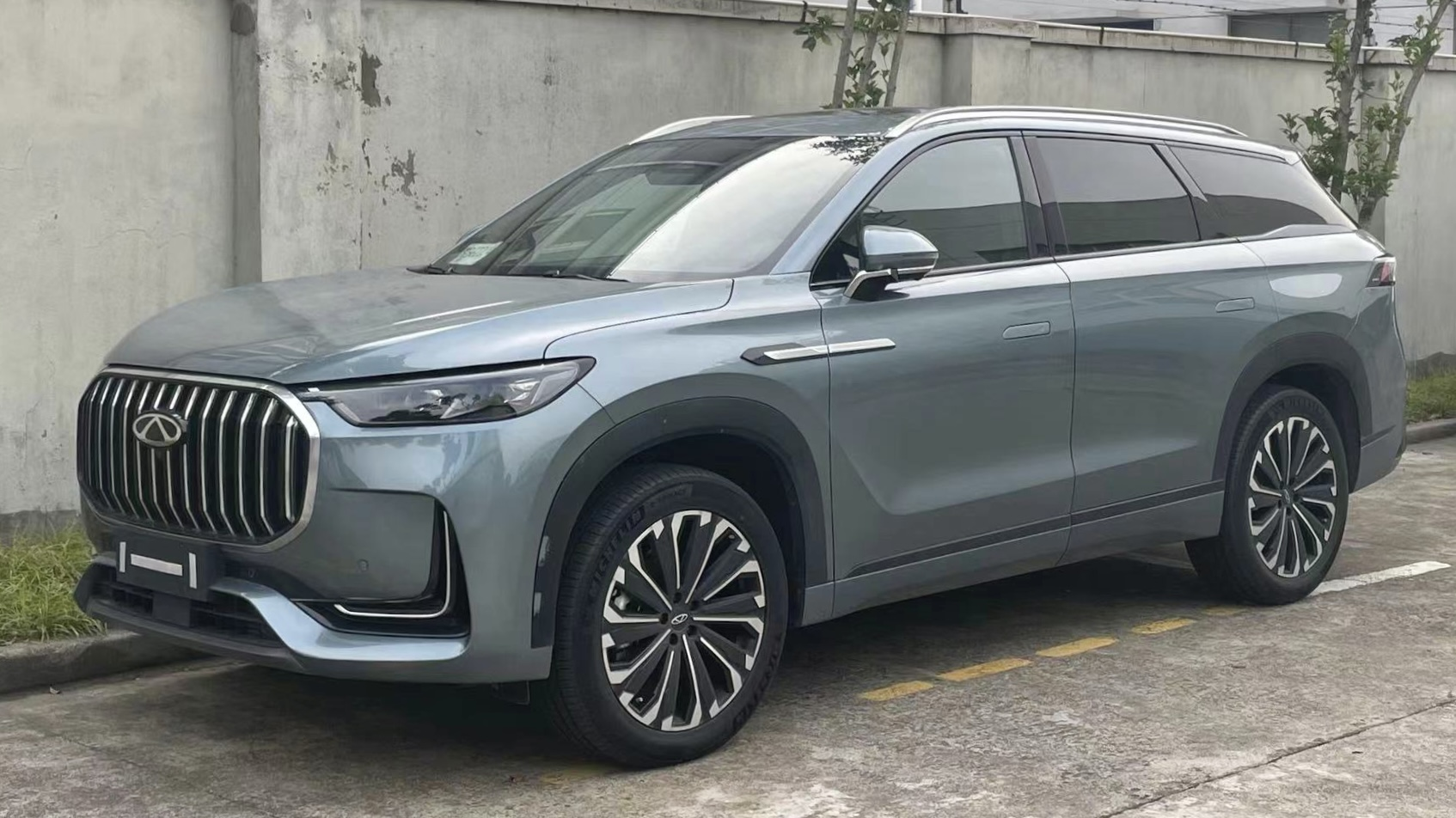
Chery Tiggo 9 (seit 2023)
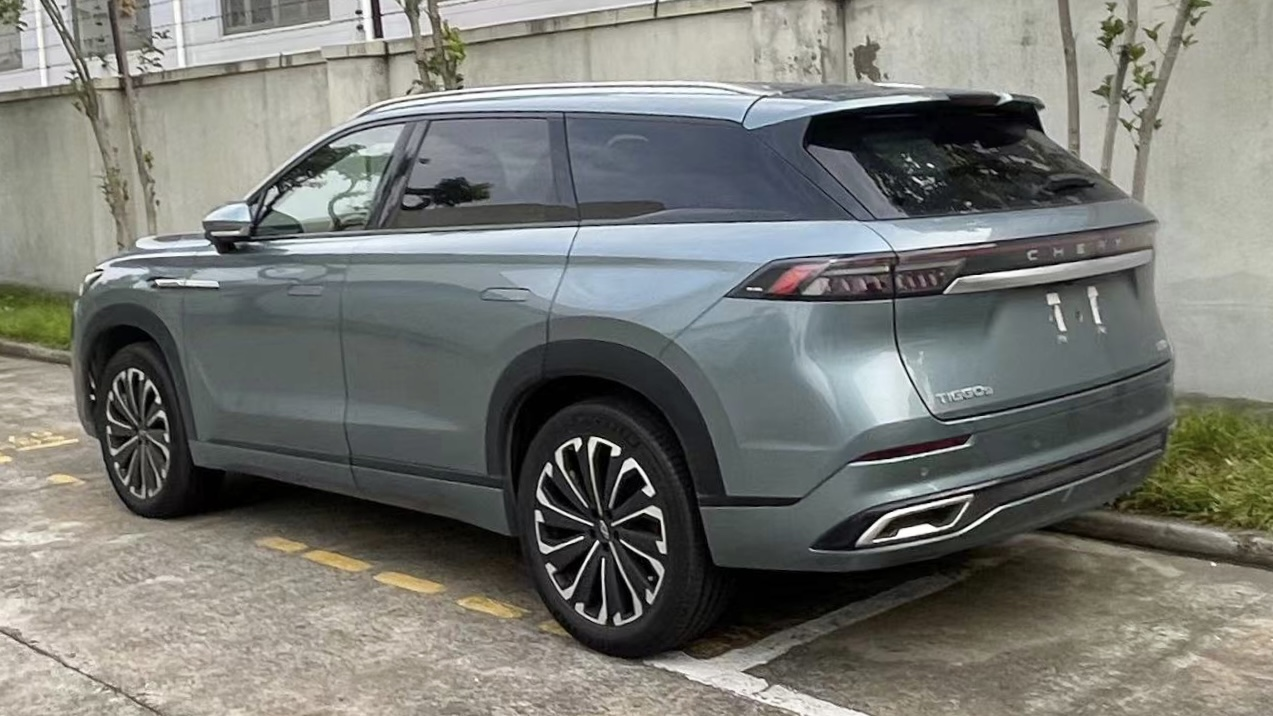
Heckansicht

## Technische Daten
Das SUV ist 4,82 Meter lang, 1,93 Meter breit und rund 1,70 Meter hoch. Serienmäßig hat es fünf Sitze, gegen Aufpreis gibt es auf dem chinesischen Markt eine dritte Sitzreihe mit zwei weiteren Sitzen. Angetrieben wird sowohl der Chery Tiggo 9 als auch der Jaecoo J8 von einem aufgeladenen Zweiliter-Ottomotor. Die maximale Leistung liegt für den chinesischen Markt bei 192 kW (261 PS) und für den russischen Markt bei 183 kW (249 PS). Der Chery Fengyun T10 kombiniert einen aufgeladenen 1,5-Liter-Ottomotor mit ein oder zwei Elektromotoren. Die Systemleistung wird mit 280 kW (381 PS) bzw. 455 kW (619 PS) angegeben. Ein Akku von CATL mit einem Energieinhalt von 34,46 kWh ermöglicht eine elektrische Reichweite von bis zu 160 km nach WLTP. Ein Fengyun T10 erzielte Anfang Juli 2024 einen Guinness World Record für das Plug-in-Hybrid-Fahrzeug mit der höchsten Reichweite. Das Fahrzeug erreichte 2.170 km ohne auftanken und nachladen. Der Plug-in-Hybrid im Tiggo 9 hat den gleichen Antrieb wie der Fengyun T10 mit einem Elektromotor. Weil der Energieinhalt mit 19,43 kWh aber kleiner ausfällt, sinkt auch die elektrische Reichweite.
|                                             | Jaecoo J8 2.0T AWD               | Chery Tiggo 9 2.0T               | Chery Tiggo 9 2.0T AWD           | Chery Tiggo 9 C-DM          | Chery Fengyun T10           | Chery Fengyun T10 AWD        |
| ------------------------------------------- | -------------------------------- | -------------------------------- | -------------------------------- | --------------------------- | --------------------------- | ---------------------------- |
| Markt                                       | Russland                         | China                            | China                            | China                       | China                       | China                        |
| Bauzeitraum                                 | seit 04/2024                     | seit 05/2023                     | seit 05/2023                     | seit 09/2024                | seit 07/2024                | seit 07/2024                 |
| Motorkenndaten                              |                                  |                                  |                                  |                             |                             |                              |
| Motorart                                    | Ottomotor                        | Ottomotor                        | Ottomotor                        | Ottomotor + Elektromotor    | Ottomotor + Elektromotor    | Ottomotor + 2 Elektromotoren |
| Motorbauart                                 | R4                               | R4                               | R4                               | R4                          | R4                          | R4                           |
| Hubraum                                     | 1998 cm³                         | 1998 cm³                         | 1998 cm³                         | 1499 cm³                    | 1499 cm³                    | 1499 cm³                     |
| max. Leistung Verbrennungsmotor bei min−1   | 183 kW (249 PS) / 5500           | 192 kW (261 PS) / 5500           | 192 kW (261 PS) / 5500           | 115 kW (156 PS) / 5200      | 115 kW (156 PS) / 5200      | 115 kW (156 PS) / 5200       |
| max. Leistung Elektromotor vorne            | —                                | —                                | —                                | 165 kW (224 PS)             | 165 kW (224 PS)             | 165 kW (224 PS)              |
| max. Leistung Elektromotor hinten           | —                                | —                                | —                                | —                           | —                           | 175 kW (238 PS)              |
| max. Systemleistung                         | —                                | —                                | —                                | 280 kW (381 PS)             | 280 kW (381 PS)             | 455 kW (619 PS)              |
| max. Drehmoment Verbrennungsmotor bei min−1 | 385 Nm / 1750–4000               | 400 Nm / 1750–4000               | 400 Nm / 1750–4000               | 220 Nm / 2500–4000          | 220 Nm / 2500–4000          | 220 Nm / 2500–4000           |
| max. Drehmoment Elektromotor vorne          | —                                | —                                | —                                | 390 Nm                      | 390 Nm                      | 390 Nm                       |
| max. Drehmoment Elektromotor hinten         | —                                | —                                | —                                | —                           | —                           | 310 Nm                       |
| max. Systemdrehmoment                       | —                                | —                                | —                                | 610 Nm                      | 610 Nm                      | 920 Nm                       |
| Kraftübertragung                            |                                  |                                  |                                  |                             |                             |                              |
| Antrieb                                     | Allradantrieb                    | Vorderradantrieb                 | Allradantrieb                    | Vorderradantrieb            | Vorderradantrieb            | Allradantrieb                |
| Getriebe, serienmäßig                       | 7-Stufen-Doppelkupplungsgetriebe | 7-Stufen-Doppelkupplungsgetriebe | 8-Stufen-Automatikgetriebe       | 3-Stufen-Hybridgetriebe     | 3-Stufen-Hybridgetriebe     | 3-Stufen-Hybridgetriebe      |
| Getriebe, optional                          | —                                | 8-Stufen-Automatikgetriebe       | —                                | —                           | —                           | —                            |
| Messwerte                                   |                                  |                                  |                                  |                             |                             |                              |
| Höchstgeschwindigkeit                       | 205 km/h                         | 205 km/h                         | 205 km/h                         | 180 km/h                    | 180 km/h                    | 180 km/h                     |
| Beschleunigung, 0–100 km/h                  | 8,5 s                            | 7,5–7,9 s                        | 8,5 s                            | 8,8 s                       | 8,8 s                       | 4,9 s                        |
| Länge × Breite × Höhe                       | 4820 mm × 1930 mm × 1699–1710 mm | 4820 mm × 1930 mm × 1699–1710 mm | 4820 mm × 1930 mm × 1699–1710 mm | 4820 mm × 1930 mm × 1712 mm | 4850 mm × 1930 mm × 1712 mm | 4850 mm × 1930 mm × 1712 mm  |
| Kraftstoffverbrauch auf 100 km, kombiniert  | 8,1 l Super                      | 7,5–7,9 l Super                  | 8,5 l Super                      | k. A.                       | 1,2 l Super                 | k. A.                        |
| Tankinhalt                                  | 65 l                             | 65 l                             | 65 l                             | 70 l                        | 70 l                        | 70 l                         |
| Batteriekapazität                           | —                                | —                                | —                                | 19,43 kWh                   | 34,46 kWh                   | 34,46 kWh                    |
| elektrische Reichweite nach WLTP            | —                                | —                                | —                                | 82 km                       | 160 km                      | 150 km                       |
| Abgasnorm                                   | Euro 6                           | China VIb                        | China VIb                        | China VIb                   | China VIb                   | China VIb                    |